# Enrique Laporta Valor
Enrique Laporta Valor (1842-1919) fue un xilógrafo, dibujante, heliógrafo y fotograbador español.

## Biografía
Nació en la localidad alicantina de Alcoy el 23 de septiembre de 1842. Aunque dedicado en un principio a las matemáticas y las ciencias naturales, impulsado por su afición a las bellas artes se trasladó a Madrid en 1862 con el fin de seguir estudios de pintura en la escuela superior dependiente de la Academia de San Fernando. Posteriormente se dedicó al grabado en madera, que practicó en publicaciones periódicas como El Museo Universal y en obras como Roma en el centenar, El mundo al revés, La princesa de los ursinos, Lucrezia Borgia, La calumnia, entre otras. Fue hermano del pintor Francisco Laporta, nacido en 1849. Fallecería en 1919.